# Дона, Лодовико
Лодовико Дона́ (итал. Lodovico Donà, до 1430, Венеция, Венецианская республика — 20 апреля 1484, Бергамо, Венецианская республика) — итальянский прелат, ординарий епархии Бергамо и епархии Беллуно-Фельтре.

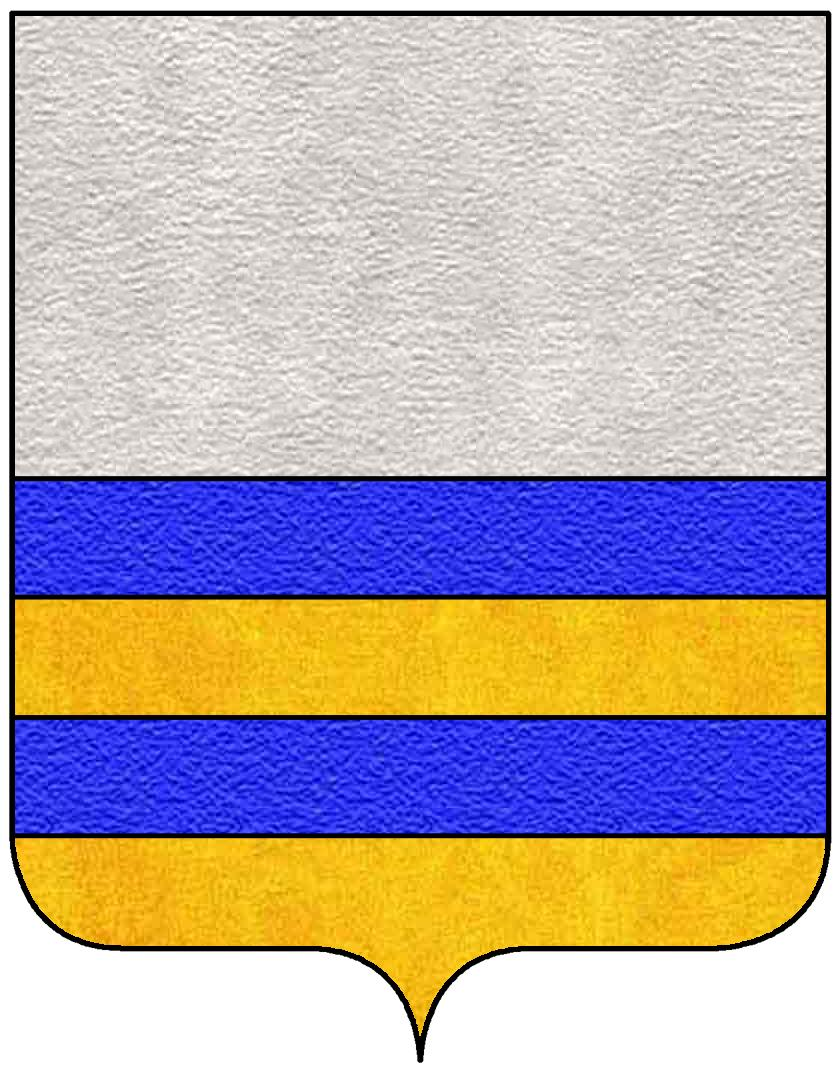
Герб фамилии Дона̀

## Биография
Родился в аристократической семье венецианских патрициев Дона̀, давшей политиков, дипломатов и архиереев. Классический представитель эпохи Непотизма.
Получив первоначальное образование в Венеции, поступил в Падуанский университет, где в 1450 году получил докторскую степень в присутствии Гаэтана Тиенского, продолжил исследования до 1457 года, когда удостоился степени Доктор обоих прав.
Начал церковную карьеру под руководством дяди епископа Падуанского Пьетро Дона̀ (итал. Pietro Donà), без рукоположения в священные степени, в 1445 году становится каноником кафедрального собора Падуи , в 1451 году возводится в Апостольские протонотарии.
С 1452 года - Иподиакон, в 1458 году рукоположен в сан диакона.
После безуспешного участия в выборах 27 марта 1460 года на пост патриарха Венеции, переезжает в Рим, где служит в курии.
В начале 1462 года — избран епископом Беллуно.
Пользуясь поддержкой в Венецианском Сенате дважды, но безуспешно участвовал в выборах патриархата Венеции в 1464 году.
9 января 1465 года был переведён в епархию Бергамо, благодаря поддержке взошедшего на Папский престол его соотечественника Пьетро Барбо с именем Павел II.
В 1466 году вновь безуспешно баллотировался на пост патриарха Венеции, также в 1473 году его кандидатура не прошла на пост Архиепископа Милана.
В 1481 году был среди кандидатов на вакантные кафедры Падуанской епархии и Никосийской архиепархии, но безуспешно.
Похоронен в соборе Святого Викентия в Бергамо.
Ему приписывают множество письменных работ, но ни одна из них не сохранилась. Возможно, хранящиеся в библиотеке Эстенсе в Модене две рукописи refatio in theologicarum textum Sententiarum ab ipso novo ordinitum и Theologicarum textus ipse Sententiarum  могли принадлежать его перу.